# Vrh Svetih Treh Kraljev
Vrh Svetih Treh Kraljev – wieś w Słowenii, w gminie Logatec. W 2018 roku liczyła 53 mieszkańców.